# Ладиженка
Лади́женка — річка в Україні, в межах Чутівського і Полтавського районів Полтавської області. Ліва притока Коломаку (басейн Дніпра).

## Опис
Довжина річки 23 км, площа басейну 102 км². Долина відносно глибока, порізана балками. Річище слабозвивисте. Споруджено кілька ставків.

## Розташування
Ладиженка бере початок у селі Смородщині. Тече спершу на південний захід, далі — на захід і північний захід, в районі села Мале Ладижине тече на північ, у пригирловій частині — на захід. Впадає до Коломаку на північний схід від села Степанівки.

## Джерело
- Полтавщина:Енциклопедичний довідник (за ред. А.В.Кудрицького)., К.: «Українська Енциклопедія», 1992, стор. 445
- Словник гідронімів України — К.: Наукова думка, 1979. — С. 308

| Річка | Це незавершена стаття про річку. Ви можете допомогти проєкту, виправивши або дописавши її. |